# Сигюрбьёдн Эйнарссон
Сигюрбьёдн Эйнарссон (исл. Sigurbjörn Einarsson; 30 июня 1911, Рейкьявик — 28 августа 2008, Рейкьявик) — исландский священник, писатель и поэт, епископ Исландии с 1959 по 1981 год. Отец Кадля Сигюрбьёдссона, тринадцатого епископа Исландии (в 1998–2012 годах).

## Биография
Сигюрбьёдн Эйнарссон родился в усадьбе Эври-Стейнсмири в Медальланд в Вестюр-Скабтафедльссисле 30 июня 1911 года в семье фермера Магнуса Кристинна Эйнара Сигюрфиннссона (исл. Magnús Kristinn Einar Sigurfinnsson) и домохозяйки Гисльрун Сигюрбергсдоуттир (исл. Gíslrún Sigurbergsdóttir).
В 1931 году окончил среднюю школу в Рейкьявике, затем поступил в Уппсальский университет, где изучал общее религиоведение, классическую археологию и историю и в 1936 году получил степень бакалавра. После чего Сигюрбьёдн изучал греческий язык, археологию и историю Стокгольмского университете и в 1936 году получил степень доктора философии. После чего он вернулся в Исландию, где учился на богословском факультете в университете Исландии и получил степень доктора богословия в 1938 году. В Сигюрбьёдн учился в постдокторантуре в Уппсальском университете в 1939 году, в Кембриджском университете в 1945 году (богословие) и в Базеле в 1947-1948 годах.
В 1938 году он был рукоположен в священники и служил приходским священником в Брейдбоульстадир на Скоугарстрёнде. В январе 1941 года стал священником в Хадльгримскиркье, где служил до 1944 года, пока не был назначен доцентом кафедры богословия на богословском факультете в Исландском университете. В 1949-1959 годах был профессором богословия в Исландском университете. В 1959 году был рукоположен в епископа Исландии, сменив на этом посту Аусмюндюра Гвидмюндссона. Осенью 1989 года ушел на покой, а его приемником стал Пьетюр Сигюргейрссон.
После того, как Сигюрбьёдн ушел с поста епископа Исландии, он продолжал иногда служить в церкви, преподавал на богословском факультете и писал стихи и богословские трактаты.
С 1948 года Сигюрбьёдн входил в правление Исландского библейского общества и был его президентом в 1959-1981 годах. Был членом правления Экуменического совета северных стран в 1959-1981 годах, председателем комитета по переводу Нового Завета в 1962-1981 годах и входил в совет Всемирной лютеранской федерации в 1964-1968 годах. Во время Второй мировой войны Сигюрбьёдн был одним из трех членов специального исландского комитета, обсуждавшего статус женщин, вступавших в половые отношения с солдатами американских оккупационных войск. Он был избран почетным доктором богословия Исландского университета в 1961 году и Виннипегского университета в 1975 году. Был почетным членом Ассоциации священников Исландии с 1978 года, Ассоциации исландских писателей с 1981 году и Исландского библейского общества с 1982 года.
С 1933 года Сигюрбьёдн был в браке с Магне Торкельсдоттир (исл. Magnea Þorkelsdóttir; ум. 10 апреля 2006) и имел восемь детей: Гисльрун (учитель), Раннвейг (медсестра), Торкедль (композитор), Аудни Бергюр (приходской священник, ум. 2005), Эйнар (профессор Исландского университета), Карл (епископ Исландии), Бьёдн (приходской священник в Дании, ум. 2003), Гюннар (экономист).

## Творчество
Сигюрбьёдн написал и перевел множество произведений, в том числе книги «Религия человечества» (исл. Trúarbrögð mannkyns), «Откровение Иоанна - объяснения» (исл. Opinber Jóhannesar - skýringar), «Биография Альберта Швейцера» (исл. Ævisaga Alberts Schweitzer), «В твоей благодати» (исл. Meðan þín náð), «Перед Богом» (исл. Helgar og hátíðir), (исл. Coram Deo), «Выходные и праздники» (исл. Haustdreifar), «Женщины и Христос» (исл. Konur og Kristur), «Рана и жемчужина» (исл. Sárið og perlan), «Слово креста на рубеже веков» (исл. Orð krossins við aldahvörf) и учебники по истории религии и религиозной психологии. Он также опубликовал многочисленные статьи, проповеди и религиозные трактаты, сочинял и переводил стихи и церковные гимны.